# Vårlökssläktet
Vårlökssläktet (Gagea) är ett släkte av växter i familjen liljeväxter. Släktet har cirka 70 arter. Fem arter förekommer i Sverige.
Släktet Gagea är uppkallat efter den engelske botanisten Sir Thomas Gage.

## Arter
Dottertaxa till Vårlökar, i alfabetisk ordning

- Gagea absurda
- Gagea afghanica
- Gagea aipetriensis
- Gagea alashanica
- Gagea albertii
- Gagea alexeenkoana
- Gagea alexejana
- Gagea alexii
- Gagea alii
- Gagea altaica
- Gagea ancestralis
- Gagea angrenica
- Gagea anisopoda
- Gagea artemczukii
- Gagea azutavica
- Gagea baluchistanica
- Gagea baschkyzylsaica
- Gagea bashoensis
- Gagea bergii
- Gagea bezengiensis
- Gagea bithynica
- Gagea bohemica
- Gagea bornmuelleriana
- Gagea bowes-lyonii
- Gagea brevistolonifera
- Gagea bulbifera
- Gagea caelestis
- Gagea calantha
- Gagea calcicola
- Gagea calyptrifolia
- Gagea capillifolia
- Gagea capusii
- Gagea caroli-kochii
- Gagea chabertii
- Gagea chanae
- Gagea charadzeae
- Gagea chinensis
- Gagea chitralensis
- Gagea chlorantha
- Gagea chloroneura
- Gagea chomutovae
- Gagea chrysantha
- Gagea circumplexa
- Gagea commutata
- Gagea confusa
- Gagea cossoniana
- Gagea cuneata
- Gagea czatkalica
- Gagea daghestanica
- Gagea daqingshanensis
- Gagea davlianidzeae
- Gagea dayana
- Gagea delicatula
- Gagea deserticola
- Gagea divaricata
- Gagea drummondii
- Gagea dschungarica
- Gagea dubia
- Gagea durieui
- Gagea eleonorae
- Gagea elliptica
- Gagea exilis
- Gagea fedtschenkoana
- Gagea ferganica
- Gagea fibrosa
- Gagea filiformis
- Gagea foliosa
- Gagea gageoides
- Gagea germainae
- Gagea glacialis
- Gagea glaucescens
- Gagea goljakovii
- Gagea gracillima
- Gagea graeca
- Gagea graminifolia
- Gagea granatellii
- Gagea granulosa
- Gagea grey-wilsonii
- Gagea gymnopoda
- Gagea gypsacea
- Gagea haeckelii
- Gagea helenae
- Gagea hiensis
- Gagea hissarica
- Gagea humicola
- Gagea ignota
- Gagea incrustata
- Gagea intercedens
- Gagea iranica
- Gagea jaeschkei
- Gagea japonica
- Gagea jispensis
- Gagea joannis
- Gagea juliae
- Gagea kamelinii
- Gagea kneissea
- Gagea kopetdagensis
- Gagea kunawurensis
- Gagea kuraiensis
- Gagea kuraminica
- Gagea lacaitae
- Gagea leosii
- Gagea libanotica
- Gagea liotardii
- Gagea lojaconoi
- Gagea longiscapa
- Gagea luberonensis
- Gagea ludmilae
- Gagea lusitanica
- Gagea lutea - Vårlök
- Gagea luteoides
- Gagea maeotica
- Gagea mauritanica
- Gagea megapolitana
- Gagea menitskyi
- Gagea mergalahensis
- Gagea michaelis
- Gagea micrantha
- Gagea microfistulosa
- Gagea minima - Dvärgvårlök
- Gagea minutiflora
- Gagea minutissima
- Gagea multipedunculifera
- Gagea nabievii
- Gagea nakaiana
- Gagea neopopovii
- Gagea nevadensis
- Gagea novoascanica
- Gagea olgae
- Gagea paedophila
- Gagea pakistanica
- Gagea pampaninii
- Gagea paniculata
- Gagea pauciflora
- Gagea pedata
- Gagea peduncularis
- Gagea podolica
- Gagea polidorii
- Gagea polymorpha
- Gagea popovii
- Gagea praemixta
- Gagea pratensis - Ängsvårlök
- Gagea pseudominutiflora
- Gagea punjabica
- Gagea pusilla
- Gagea quasitenuifolia
- Gagea quettica
- Gagea rawalpindica
- Gagea reinhardii
- Gagea reticulata
- Gagea reverchonii
- Gagea rigida
- Gagea robusta
- Gagea rubicunda
- Gagea rubinae
- Gagea rufidula
- Gagea rupicola
- Gagea sarmentosa
- Gagea sarysuensis
- Gagea schachimardanica
- Gagea schugnanica
- Gagea scythica
- Gagea setifolia
- Gagea shmakoviana
- Gagea sicula
- Gagea siphonantha
- Gagea sivasica
- Gagea soleirolii
- Gagea spathacea - Lundvårlök
- Gagea spumosa
- Gagea staintonii
- Gagea stepposa
- Gagea subtilis
- Gagea subtrigona
- Gagea sulfurea
- Gagea tadshikistanica
- Gagea takhtajanii
- Gagea talassica
- Gagea taschkentica
- Gagea taurica
- Gagea tenera
- Gagea tenuissima
- Gagea tesquicola
- Gagea theobaldii
- Gagea tisoniana
- Gagea toktogulii
- Gagea toppinii
- Gagea transversalis
- Gagea trinervia
- Gagea turanica
- Gagea ucrainica
- Gagea ugamica
- Gagea ulazsaica
- Gagea uliginosa
- Gagea utriculosa
- Gagea vaga
- Gagea vaginata
- Gagea wallichii
- Gagea vegeta
- Gagea wendelboi
- Gagea villosa - Luddvårlök
- Gagea villosula
- Gagea vvedenskyi
- Gagea xiphoidea

## Bildgalleri

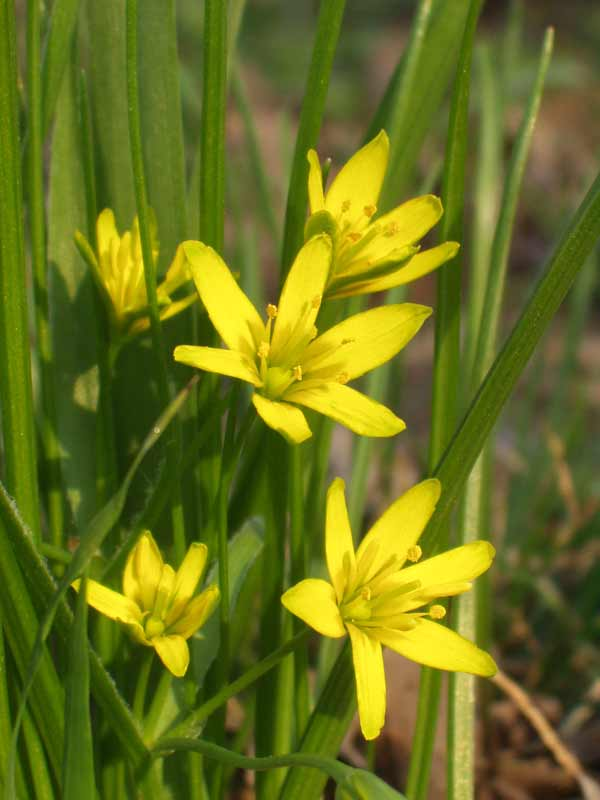